# José Agostinho de Macedo
José Agostinho de Macedo (Beja, 11 septembre 1761 - Lisbonne, 2 octobre 1831) est un prêtre, un poète, un philosophe, un essayiste, un homme de presse et un écrivain portugais, Prêcheur Royal (Pregador Real), ainsi que l'un des principaux opposants au Libéralisme lors de la guerre civile portugaise. En tant que poète, il est connu pour sa critique de Camões, la figure tutélaire des Lettres portugaises. Conscient et orgueilleux de ses qualités, il possède une intelligence vive et mémoire remarquable.

## Vie et œuvre
Agostinho de Macedo commence sa carrière comme frère dans l'ordre des Gracianos en 1778, d'où il est expulsé en 1792, pour la poursuivre comme « mercenaire de la parole » et devenir un véritable meneur d'opinion au service de l’Église. Il vit alors une vie de bohème pauvre. Écrivain extrêmement prolifique, moraliste et orateur, il publie tout au long de sa vie des Sermons et des Oraisons dans lesquels il fait la célébration des évènements du quotidien ou l'analyse critique de son temps. Affilié en tant que poète à la Nova Arcádia (1790-1794), il participe également à la transition néo-classique vers le Romantisme, et fait paraître en 1806 son premier recueil d'inspiration pré-romantique A Natureza. Son plus grand rival Manuel Maria Barbosa du Bocage dit de lui : « Tu chantes, oh génie, comme les dieux parlent ! », S'ensuivent une série de publications poétiques parallèles à ses Sermons, avec lesquelles il prend sa place dans le monde des Lettres : O Novo Argonauta en 1809, Gama, poema narrativo en 1811, ses odes aux vainqueurs de Napoléon (l'empereur Alexandre Ier de Russie, Wellington, etc.), Newton, poema filosofico et A Meditação, Poema filosofico em quatro cantos en 1813.
En tant que prosateur, au fil des années, son sens de l'humour s'affine, comme en témoigne son feuillet O gato que cheirou e não comeu..., « Le chat qui a senti et n'a pas mangé... », dans lequel il raconte avec humour et sarcasme la nuit de noces entre le prince-royal Jean VI et son épouse D. Charlotte-Joachime de Bourbon. Indignée par le texte, qui finit par n'être pas publié, cette dernière demande à faire « fouetter le prélat sur les fesses, [après l'avoir fait] déshabiller en place publique, [et] appliquer une pincée de poivre du Royaume sur son clérical derrière, et d'ensuite le libérer dans le quartier des Marafonas. » 
Écrivain au style polémique et agressif, marqué par les évènements de la Révolution et les invasions françaises du Portugal, il s'attaque dans les années 1810 à la fois aux référents de l'Ancien Régime et à la société libérale qui émerge. Dans le domaine de la poésie, il tente de supplanter Les Lusiades de Luís de Camões, qu'il critique violemment dans son pamphlet Censura das Lusiadas, avec son poème épique O Oriente, publié en 1814. Son livre, qu'il présente comme l'épopée « la moins défectueuse possible », et son pamphlet provoquent une vive polémique au sein des milieux littéraires. Basculant progressivement dans le domaine de la pensée critique et de la philosophie, il publie en 1815 son essai philosophique Cartas Filosóficas a Attico. Puis il rédige en 1816 un ouvrage contre la franc-maçonnerie, Morais dos pedreiros livres e iluminados (1816). Homme de presse, il devient le directeur du journal A tripa virada en 1823. Fervent adepte de l'absolutisme, il prend fait et cause pour Michel Ier de Portugal lors de la guerre qui l'oppose à son frère Pierre IV et à sa nièce Marie II. Afin de soutenir sa cause, il fonde en juillet 1828 le journal périodique polémique et satirique A Besta Esfolada, « La Bête Ecorchée », à la rhétorique très soignée, mais extrêmement violent, dont il publie 27 numéros, jusqu'en 1829. Dans celui-ci, il mène des attaques féroces contre les Libéraux et les Constitutionnalistes, et demande fréquemment la mise à mort de ses adversaires au lieu de leur amnistie. En 1830, il publie son essai Os Frades, ou reflexões filosoficas sobre as corporações regulares, dans lequel il mène une réflexion sur les corporations religieuses régulières. Et encore les essais O Homem, ou os Limites da Razão; Tentativa filosófica, et A Verdade, ou Pensamentos filosóficos.
Le biographe Inocêncio Francisco da Silva (1810-1876) dit à son propos qu'il est un « homme au talent inégalable et de vaste érudition, écrivain extrêmement fécond, comme on le voit dans ses si nombreuses et variées productions, il serait peut-être un des contemporains les plus chéris, et son souvenir l'un des plus appréciés de la postérité, si son tempérament atrabilaire ne prédominait pas, [avec] un amour-propre excessif, encore que justifié jusqu'à un certain point par l'infériorité de ses compétiteurs, et par-dessus tout les haines suscitées par les querelles politiques, dans lesquelles il a pris avec la plume une part si active dans ses dernières années, ne lui avaient pas aliéné les sympathies de beaucoup, les empêchant de manifester à son égard un jugement droit et impartial. »